# めざましテレビ25周年企画 日本つながるプロジェクト
『めざましテレビ25周年企画 日本つながるプロジェクト』（めざましテレビにじゅうごしゅうねんきかく にほんつながるプロジェクト）は、2019年1月10日から同年6月29日までフジテレビで放送されていたミニ番組。全24回。
本稿では、2020年1月11日から同年3月28日まで同局で放送されていた『めざましテレビ 日本つながるプロジェクト〜アスリート47人はじまりの地〜』についても記述する。

## 概要
『めざましテレビ』で放送されている企画・日本つながるプロジェクトの参加ランナーたちにスポットを当てた番組である。同番組マスコットのめざましくんも出演する。
番組は2019年6月29日放送分をもって一旦終了したが、2020年1月11日からタイトルを『アスリート47人はじまりの地』と改めた上で同年3月28日まで放送された。以下、特に断りのない限りは2019年放送分を第1期、2020年放送分の『アスリート47人はじまりの地』を第2期と記す。

## スタッフ

### 第1期
フジテレビが「とれたてフジテレビ」のページで公開しているデータからの参考。
- ナレーター：永島優美（フジテレビアナウンサー）
- チーフプロデューサー：渡邊貴
- 総合演出：高橋龍平
- 制作協力：BRAISE
- 制作著作：フジテレビ

## ネット局

### 第1期
| 放送対象地域 | ネット局   | 系列           | 放送期間                      | 備考   |
| ------------ | ---------- | -------------- | ----------------------------- | ------ |
| 関東広域圏   | フジテレビ | フジテレビ系列 | 2019年1月10日 - 2019年6月29日 | 製作局 |

### 第2期
| 放送対象地域 | ネット局   | 系列           | 放送期間        | 備考   |
| ------------ | ---------- | -------------- | --------------- | ------ |
| 関東広域圏   | フジテレビ | フジテレビ系列 | 2020年1月11日 - | 製作局 |

## 放送時間
| 期 | 放送期間      | 放送期間      | 放送日時 (JST)     | 備考                                                                           |
| -- | ------------- | ------------- | ------------------ | ------------------------------------------------------------------------------ |
| 1  | 2019年1月10日 | 2019年3月21日 | 木曜 22:54 - 23:00 | 『木曜劇場』拡大版などの放送の影響でずれる場合あり                             |
| 1  | 2019年4月6日  | 2019年6月29日 | 土曜 15:25 - 15:30 | 『土曜ワイド』拡大版や『土曜スペシャル』拡大版などの放送の影響でずれる場合あり |
| 2  | 2020年1月11日 |               | 土曜 15:25 - 15:30 | 『土曜ワイド』拡大版や『土曜スペシャル』拡大版などの放送の影響でずれる場合あり |

2019年3月28日にも放送が予定されていたが、当日はフジテレビ開局60周年特別企画ドラマ『砂の器』（2019年版）が19:57 - 22:54に、『ウマラテ』が22:54 - 23:00に放送されたことから休止となった。これにより、木曜時代の放送は3月21日放送分が最後となった。

## 関連特別番組
2019年3月16日（土曜） 16:30 - 17:30 には、『土曜スペシャル』枠で関連特別番組『めざましテレビ日本つながるプロジェクト 1964年聖火が生んだ物語』が放送された。『土曜スペシャル』枠は通常15:30 - 17:30に編成されるが、当日は『土曜ワイド』枠で放送の『おたすけJAPAN 危険生物捕獲SP!』予告番組が15:25終了ではなく16:25まで放送されたため、1時間縮小しての編成となった。